# Michał Rżanek
Michał Grzegorz Rżanek (ur. 15 listopada 1955 w Piotrkowie Trybunalskim) – polski inżynier, nauczyciel i samorządowiec, w latach 1990–1996 prezydent Piotrkowa Trybunalskiego.

## Życiorys
Z wykształcenia jest inżynierem ciepłownictwa. Od 1990 do 1996 sprawował urząd prezydenta Piotrkowa Trybunalskiego. W wyborach w 2002 również bez powodzenia ubiegał się o stanowisko prezydenta miasta, przegrywając w pierwszej turze. Pozostał jednocześnie radnym miejskim, objął funkcję przewodniczącego rady miasta IV kadencji. Bezskutecznie ubiegał się o mandat radnego w 2006 (z ramienia lokalnego komitetu wyborczego Prawica Razem) i w 2010 (z listy prezydenta Krzysztofa Chojniaka).
Po odejściu z urzędu prezydenta miasta obejmował stanowiska w spółkach komunalnych. Był m.in. kierownikiem miejskiej ciepłowni, wiceprezesem Miejskiego Zakładu Gospodarki Komunalnej. W 2009 został prezesem Piotrkowskich Wodociągów i Kanalizacji.

## Odznaczenia
W 2002 odznaczony Srebrnym Krzyżem Zasługi.